# Pergamino (Buenos Aires)
Pergamino is een plaats in het Argentijnse bestuurlijke gebied Pergamino in de provincie Buenos Aires. De plaats telt 85.487 inwoners.

## Geboren
- Atahualpa Yupanqui (1908-1992), zanger
- Héctor Rial (1928-1991), voetballer

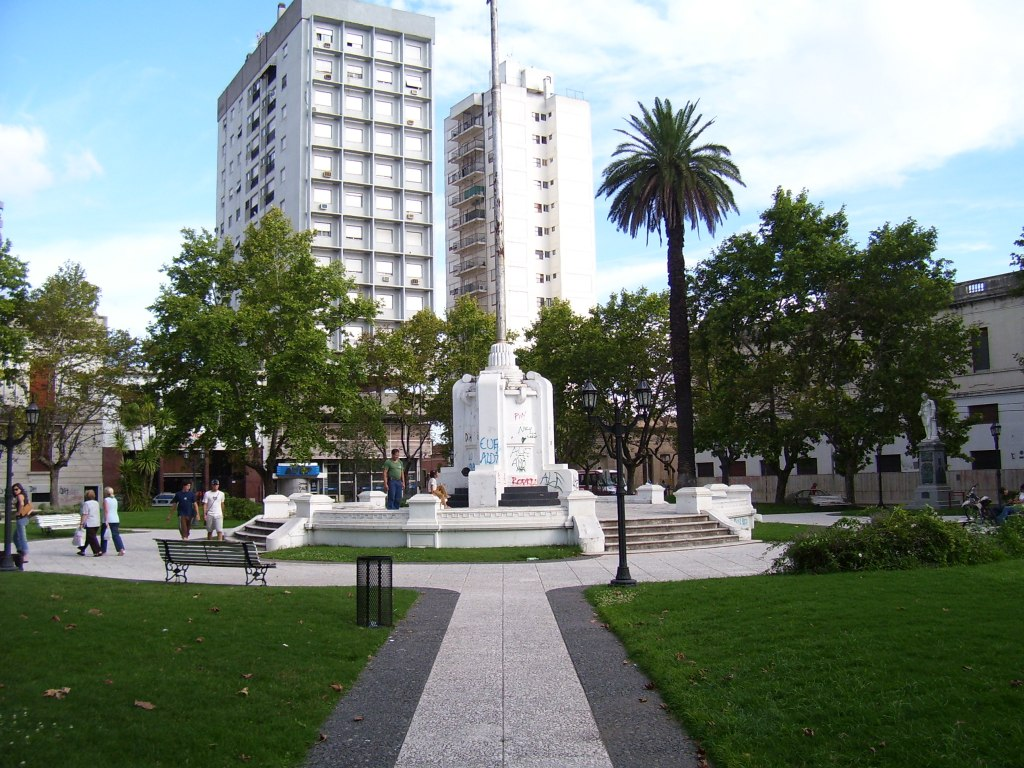
Plaza Merced

- Paola Suárez (1976), tennisster